# Cratere Turicum
Turicum è un cratere sulla superficie di 21 Lutetia.